# Vahid Amiri
Vahid Amiri (Khoramabad, 2 april 1988) is een Iraans profvoetballer die als middenvelder of aanvaller speelt.

## Clubcarrière
Amiri speelde voor verschillende clubs in Lorestan voor hij in 2011 bij Naft Masjed Soleyman kwam. Tussen 2013 en 2015 speelde hij voor Naft Tehran FC waarmee hij in 2016 de Iraanse voetbalbeker won. Hij ging toen naar Persepolis waarmee hij in 2017 en 2018 landskampioen werd. In het seizoen 2018/19 speelde hij voor Trabzonspor en keerde toen terug bij Persepolis.

## Interlandcarrière
In 2015 debuteerde Amiri in het Iraans voetbalelftal en hij maakte deel uit van de selectie op het Aziatisch kampioenschap voetbal 2015, het wereldkampioenschap voetbal 2018 en het Aziatisch kampioenschap voetbal 2019.